# Морган Фрімен
Мо́рган Фрі́мен (англ. Morgan Freeman; нар. 1 червня 1937, Мемфіс, Теннессі) — американський актор, кінорежисер. Фрімен отримав премію «Оскар» 2005 року за роль у драмі «Крихітка на мільйон доларів». Крім виграної статуетки, був номінований ще чотири рази — за ролі у фільмах «Вуличний хлопець», «Водій міс Дейзі», «Втеча з Шоушенка», «Непідкорений».

## Юність
Морган Фрімен народився в Мемфісі, Теннессі, Сполучені Штати. Він був сином Меймі Едни (до шлюбу Ревер) та Моргана Портерфілда Фрімена старшого. Його батько працював перукарем і помер у 1961 році від цирозу. Ще в дитинстві Фрімена відіслали до бабусі у Чарлстон, (Міссісіпі) разом із трьома старшими дітьми. Сім'я часто переїздила й жила в Грінвуді (Міссісіпі), Гері (Індіана) і, нарешті, в Чикаго (Іллінойс). 
На театральну сцену Фрімен уперше піднявся у 9 років — отримав головну роль у шкільній виставі. У 12 років він виграв змагання драматичних акторів у штаті й, ще навчаючись у школі, виступав у радіошоу в Нешвілі, Теннессі. Закінчив школу в 1955 році, але відмовився від стипендії Джексонського університету й почав працювати механіком у ВПС США.
На початку 60-х Фрімен переїхав до Лос-Анджелеса, й працював клерком у Лос-Анджелеському комюніті-коледжі. Потім він певний час жив у Нью-Йорку, працюючи танцівником на Всесвітньому ярмарку 1964 року, і в Сан-Франциско, як член музичного гурту Opera Ring.

## Кар'єра
Театральний дебют Фрімена відбувся у 1967 році в п'єсі «Коханці-нігери». У 1968-му він вперше зіграв на Бродвеї у постановці «Гелло, Доллі!», В кіно Фрімен дебютував у фільмі «Хто каже, що я не можу осідлати веселку?» 1971 року. Америці він став відомий завдяки своїм ролям у мильній опері «Інший світ» та дитячій передачі «Електрична компанія».
З 80-х Морган Фрімен почав грати дедалі значніші образи другого плану. До нього прийшла слава, й він став отримувати ролі у таких визначних фільмах як «Водій міс Дейзі» та «Слава» (обидва фільми 1989 року). У картині «Втеча з Шоушенка» (1994) Фрімен зіграв перевихованого в'язня Реда. Він грав також у таких фільмах, як «Робін Гуд: Принц злодіїв», «Непрощений», «Сім», «Зіткнення з безоднею».

## Фільмографія

### Актор
| Рік       |     | Українська назва                               | Оригінальна назва                              | Роль                          |
| --------- | --- | ---------------------------------------------- | ---------------------------------------------- | ----------------------------- |
| 1964      | ф   | Лихвар                                         | The Pawnbroker                                 | людина на вулиці              |
| 1966      | ф   | Чоловік на ім'я Адам                           | A Man Called Adam                              | гість на вечірці              |
| 1968      | ф   | А де ти був, коли згасло світло?               | Where Were You When the Lights Went Out?       | комутатор                     |
| 1970      | тф  | Опинившись в середині                          | Caught in the Middle                           | Каз                           |
| 1971—1977 | с   | Електрична компанія                            | The Electric Company                           | декілька ролей                |
| 1971      | ф   | Хто каже, що я не можу прокотитися на веселці? | Who Says I Can't Ride a Rainbow!               | Афро                          |
| 1973      | ф   | Блейд                                          | Blade                                          | Кріс                          |
| 1978      | тф  | Гуркіт грому, почуйте мій плач                 | Roll of Thunder, Hear My Cry                   | дядя Хаммер                   |
| 1978      | с   | Бачення                                        | Visions                                        |                               |
| 1979      | в   | Юлій Цезар                                     | Julius Caesar                                  | Каска                         |
| 1979      | в   | Коріолан                                       | Coriolanus                                     | Коріолан                      |
| 1979      | тф  | Порожній образ                                 | Hollow Image                                   | Ральф Сіммонс                 |
| 1980      | тф  | Аттика                                         | Attica                                         | Геп Річардс                   |
| 1980      | ф   | Брубейкер                                      | Brubaker                                       | Волтер                        |
| 1981      | ф   | Очевидець                                      | Eyewitness                                     | лейтенант Блек                |
| 1981      | тф  | Історія Марви Коллінз                          | The Marva Collins Story                        | Кларенс Коллінз               |
| 1981      | тф  | Смерть пророка                                 | Death of a Prophet                             | Малкольм Ікс                  |
| 1981      | с   | Техас                                          | Texas                                          | детектив Майклс               |
| 1981      | с   | Надія Райана                                   | Ryan's Hope                                    | Цицерон Мерфі                 |
| 1982—1984 | с   | Інший світ                                     | Another World                                  | доктор Рой Бінгем             |
| 1984      | ф   | Гаррі та син                                   | Harry & Son                                    | Сімановські                   |
| 1984      | ф   | Вчителі                                        | Teachers                                       | Льюїс                         |
| 1985      | ф   | Марі                                           | Marie                                          | Чарльз Тробер                 |
| 1985      | ф   | Це було тоді... Це є і зараз                   | That Was Then... This Is Now                   | Чарлі Вудс                    |
| 1985      | с   | Великі вистави                                 | Great Performances                             | посланник                     |
| 1985      | с   | Зона сутінків                                  | The Twilight Zone                              | Тоні                          |
| 1985      | тф  | Убивства дітей в Атланті                       | The Atlanta Child Murders                      | Бен Шелтер                    |
| 1985      | тф  | Страта Реймонда Грема                          | The Execution of Raymond Graham                | Пратт                         |
| 1986      | тф  | Місце відпочинку                               | Resting Place                                  | Лютер Джонсон                 |
| 1987      | тф  | Боротьба за життя                              | Fight for Life                                 | доктор Шерард                 |
| 1987      | ф   | Вуличний хлопець                               | Street Smart                                   | швидкий чорний                |
| 1988      | тф  | Криваві гроші                                  | Clinton and Nadine                             | Дорсі Пратт                   |
| 1988      | ф   | У тверезому розумі й твердій пам'яті           | Clean and Sober                                | Крейг                         |
| 1989      | ф   | Тримайся за мене                               | Lean on Me                                     | директор Джо Кларк            |
| 1989      | ф   | Красунчик Джонні                               | Johnny Handsome                                | лейтенант А. З. Дронс         |
| 1989      | ф   | Шофер міс Дейзі                                | Driving Miss Daisy                             | Гоук Колберн                  |
| 1989      | ф   | Слава                                          | Glory                                          | сержант-майор Джон Роулинз    |
| 1990      | ф   | Багаття марнославства                          | The Bonfire of the Vanities                    | суддя Леонард Вайт            |
| 1990      | с   | Громадянська війна                             | The Civil War                                  | Фредерік Дуглас / Джон Бостон |
| 1991      | с   | Американська пригода                           | American Experience                            | оповідач                      |
| 1991      | ф   | Робін Гуд: Принц злодіїв                       | Robin Hood: Prince of Thieves                  | Азім                          |
| 1992      | кф  | Спаситель народжується                         | The Savior Is Born                             | оповідач                      |
| 1992      | ф   | Сила особистості                               | The Power of One                               | Гел Піт                       |
| 1992      | ф   | Непрощений                                     | Unforgiven                                     | Нед Логан                     |
| 1994      | ф   | Втеча з Шоушенка                               | The Shawshank Redemption                       | Елліс Бойд «Ред» Реддінг      |
| 1995      | ф   | Епідемія                                       | Outbreak                                       | генерал Біллі Форд            |
| 1995      | ф   | Сім                                            | Se7en                                          | детектив Вільям Сомерсет      |
| 1996      | ф   | Молл Фландерс                                  | Moll Flanders                                  | Гіббі                         |
| 1996      | ф   | Ланцюгова реакція                              | Chain Reaction                                 | Пол Шеннон                    |
| 1997      | ф   | Цілуючи дівчат                                 | Kiss the Girls                                 | доктор Алекс Кросс            |
| 1997      | ф   | Амістад                                        | Amistad                                        | Теодор Джоудсон               |
| 1998      | ф   | Злива                                          | Hard Rain                                      | Джим                          |
| 1998      | ф   | Зіткнення з безоднею                           | Deep Impact                                    | Президент США                 |
| 2000      | ф   | Під підозрою                                   | Under Suspicion                                | капітан Віктор Бенезет        |
| 2000      | ф   | Сестричка Бетті                                | Nurse Betty                                    | Чарлі                         |
| 2000      | с   | Американські майстри                           | American Masters                               | оповідач                      |
| 2001      | ф   | І прийшов павук                                | Along Came a Spider                            | Алекс Кросс                   |
| 2002      | ф   | Особливо важкі злочини                         | High Crimes                                    | Чарльз Граймс                 |
| 2002      | ф   | Ціна страху                                    | The Sum of All Fears                           | Вільям Кебот                  |
| 2003      | ф   | Каяття                                         | Levity                                         | Майлз Еванс                   |
| 2003      | ф   | Ловець снів                                    | Dreamcatcher                                   | полковник Абрахам Кертіс      |
| 2003      | ф   | Брюс Всемогутній                               | Bruce Almighty                                 | Бог                           |
| 2003      | с   | Свобода: Історія про нас                       | Freedom: A History of Us                       | декілька ролей                |
| 2003      | в   | Зачароване коло                                | Guilty by Association                          | лейтенант поліції Реддінг     |
| 2004      | кф  | Чудова обіцянка                                | A Remarkable Promise                           | оповідач                      |
| 2004      | ф   | Велика крадіжка                                | The Big Bounce                                 | Волтер Кревес                 |
| 2004      | ф   | Крихітка на мільйон доларів                    | Million Dollar Baby                            | Едді Дюпрі                    |
| 2005      | ф   | Марш пінгвінів                                 | March of the Penguins                          | оповідач                      |
| 2005      | ф   | Денні ланцюговий пес                           | Unleashed                                      | Сем                           |
| 2005      | ф   | Едісон                                         | Edison                                         | Ешфорд                        |
| 2005      | ф   | Бетмен: Початок                                | Batman Begins                                  | Луціус Фокс                   |
| 2005      | ф   | Війна світів                                   | War of the Worlds                              | оповідач                      |
| 2005      | ф   | Незакінчене життя                              | An Unfinished Life                             | Мітч Бредлі                   |
| 2005      | с   | Рабство і творення Америки                     | Slavery and the Making of America              | оповідач                      |
| 2005      | вг  | Batman Begins                                  | Batman Begins                                  | Луціус Фокс                   |
| 2005      | док | Подорож на Місяць 3D                           | Magnificent Desolation: Walking on the Moon 3D | Ніл Армстронг                 |
| 2006      | ф   | Щасливе число Слевіна                          | Lucky Number Slevin                            | Бос                           |
| 2006      | ф   | 10 кроків до успіху                            | 10 Items or Less                               | себе                          |
| 2006      | ф   | Контракт                                       | The Contract                                   | Карден                        |
| 2007      | ф   | Еван Всемогутній                               | Evan Almighty                                  | Бог                           |
| 2007      | ф   | Бувай, дитинко, бувай                          | Gone Baby Gone                                 | капітан Джек Дойл             |
| 2007      | ф   | Свято кохання                                  | Feast of Love                                  | Гаррі Стівенсон               |
| 2007      | ф   | Доки не склеїв ласти                           | The Bucket List                                | Картер Чемберс                |
| 2008      | тф  | Ізюм на сонці                                  | A Raisin in the Sun                            | оповідач                      |
| 2008      | ф   | Особливо небезпечний                           | Wanted                                         | Слоан                         |
| 2008      | ф   | Темний лицар                                   | The Dark Knight                                | Луціус Фокс                   |
| 2009      | ф   | Кодекс злодія                                  | Thick as Thieves(The code)                     | Ріплі                         |
| 2009      | ф   | Крадіжка в музеї                               | The Maiden Heist                               | Чарльз Петерсон               |
| 2009      | ф   | Непідкорений                                   | Invictus                                       | Нельсон Мандела               |
| 2010      | ф   | Ред                                            | Red                                            | Джо Метісон                   |
| 2010—2015 | с   | Крізь простір і час з Морганом Фріменом        | Through the Wormhole                           | оповідач                      |
| 2010      | с   | 30 подій за 30 років                           | 30 for 30                                      | оповідач                      |
| 2011      | с   | Чому? Питання світобудови                      | Curiosity                                      | оповідач                      |
| 2011      | ф   | Конан-варвар                                   | Conan the Barbarian                            | оповідач                      |
| 2011      | ф   | Історія дельфіна                               | Dolphin Tale                                   | доктор Кемерон Маккарті       |
| 2012      | ф   | Третій акт                                     | The Magic of Belle Isle                        | Монте Відгорн                 |
| 2012      | ф   | Темний лицар повертається                      | The Dark Knight Rises                          | Луціус Фокс                   |
| 2013      | ф   | Падіння Олімпу                                 | Olympus Has Fallen                             | Мартін Трамбулл               |
| 2013      | ф   | Світ забуття                                   | Oblivion                                       | Малколм Біч                   |
| 2013      | ф   | Ілюзія обману                                  | Now You See Me                                 | Таддеус Бредлі                |
| 2013      | ф   | Останнє похмілля у Вегасі                      | Last Vegas                                     | Арчі                          |
| 2014      | ф   | Перевага                                       | Transcendence                                  | Джозеф Таґґер                 |
| 2014      | мф  | Лего. Фільм                                    | The Lego Movie                                 | Вітрувій                      |
| 2014      | кф  | Бажання чарівника                              | Wish Wizard                                    | Максвелл Омні                 |
| 2014      | ф   | Люсі                                           | Lucy                                           | професор Норман               |
| 2014      | ф   | Саме життя                                     | 5 Flights Up                                   | Алекс Карвер                  |
| 2014      | ф   | Історія дельфіна 2                             | Dolphin Tale 2                                 | доктор Кемерон Маккарті       |
| 2015      | ф   | Останні лицарі                                 | Last Knights                                   | Барток                        |
| 2015      | ф   | Третій зайвий 2                                | Ted 2                                          | Патрік Мейган                 |
| 2015      | ф   | Прискорення                                    | Momentum                                       | сенатор                       |
| 2016      | ф   | Падіння Лондона                                | London Has Fallen                              | Трамбулл                      |
| 2016      | ф   | Бен-Гур                                        | Ben-Hur                                        | Ілдерім                       |
| 2016      | ф   | Ілюзія обману: Другий акт                      | Now You See Me 2                               | Таддеус Бредлі                |
| 2017      | ф   | Красиво піти                                   | Going in Style                                 | Віллі                         |
| 2017      | ф   | Усе тільки починається                         | Just Getting Started                           | Дюк Дайвер                    |
| 2018      | ф   | Лускунчик і чотири королівства                 | The Nutcracker and the Four Realms             | Дроссельмеєр                  |
| 2019      | ф   | Падіння Янгола                                 | Angel Has Fallen                               | президент Алан Трамбул        |
| 2019      | ф   | Отруйна троянда                                | The Poison Rose                                | Док                           |
| 2020      | ф   | Афера по-голлівудськи                          | The Comeback Trail                             | Реджи Фонтейн                 |
| 2021      | ф   | Поїздка до Америки 2                           | Coming 2 America                               | у ролі самого себе            |
| 2021      | с   | Солос                                          | Solos                                          | Стюарт (7 серій)              |
| 2021      | ф   | Янгол помсти                                   | Vanquish                                       | Деймон                        |
| 2021      | с   | Метод Комінськи                                | The Kominsky Method                            | у ролі самого себе (2 серії)  |
| 2021      | ф   | Охоронець дружини кілера                       | The Hitman's Wife's Bodyguard                  | Майкл Брайс-старший           |
| 2022      | ф   |                                                | Sniff                                          | Джо Малрей                    |
| 2023      | ф   | Гарна людина                                   | A Good Person                                  | Даніель0                      |
| 2023      | ф   | М'юті                                          | The Ritual Killer                              | професор Маклз                |
| 2023      | ф   | Спецоперації: Левиця                           | Special Ops: Lioness                           | Едвін Маллінз                 |
| 2023      | ф   | 57 секунд                                      | 57 seconds                                     | Антон                         |
| 2025      | ф   | Ілюзія обману 3                                | Now You See Me 3                               | Таддеус Бредлі                |

### Продюсер
| Рік       |     | Українська назва                             | Оригінальна назва                       | Роль                |
| --------- | --- | -------------------------------------------- | --------------------------------------- | ------------------- |
| 1999      | тф  | Заколот                                      | Mutiny                                  | виконавчий продюсер |
| 2000      | ф   | Під підозрою                                 | Under Suspicion                         | виконавчий продюсер |
| 2001      | ф   | І прийшов павук                              | Along Came a Spider                     | виконавчий продюсер |
| 2003      | ф   | Каяття                                       | Levity                                  | виконавчий продюсер |
| 2006      | ф   | 10 кроків до успіху                          | 10 Items or Less                        | виконавчий продюсер |
| 2009      | ф   | Крадіжка в музеї                             | The Maiden Heist                        | виконавчий продюсер |
| 2009      | ф   | Непідкорений                                 | Invictus                                | виконавчий продюсер |
| 2010      | с   | 30 подій за 30 років                         | 30 for 30                               | продюсер            |
| 2010—2015 | с   | Крізь простір і час з Морганом Фріменом      | Through the Wormhole                    | виконавчий продюсер |
| 2011      | с   | Чому? Питання світобудови                    | Curiosity                               | виконавчий продюсер |
| 2014—2015 | с   | Державний секретар                           | Madam Secretary                         | виконавчий продюсер |
| 2014      | док | Світ стовбурових клітин зі Стівеном Гокінгом | Stem Cell Universe with Stephen Hawking | виконавчий продюсер |
| 2014      | тф  | Людина і Всесвіт                             | Man vs. the Universe                    | виконавчий продюсер |
| 2014      | ф   | Саме життя                                   | 5 Flights Up                            | продюсер            |
| 2016      | ф   | Побачення з Рамою                            | Rendezvous with Rama                    | продюсер            |
| 2019      | ф   |                                              | Princess of the Row                     | виконавчий продюсер |
| 2019      | ф   |                                              | The Killing of Kenneth Chamberlain      | виконавчий продюсер |

### Режисер
| Рік  |   | Українська назва   | Оригінальна назва | Роль    |
| ---- | - | ------------------ | ----------------- | ------- |
| 1993 | ф | Бофа               | Bopha!            | режисер |
| 2015 | с | Державний секретар | Madam Secretary   | режисер |